# Johann Wilhelm von Gymnich

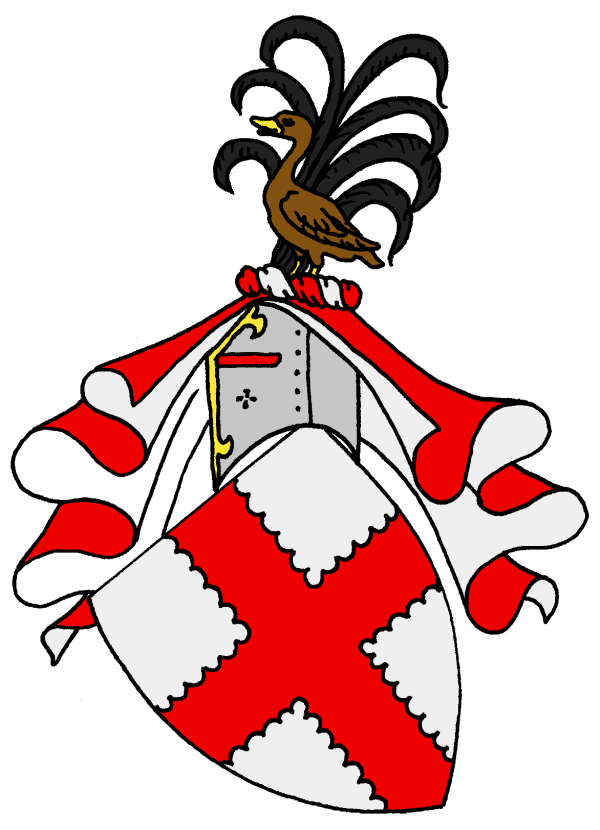
Familienwappen

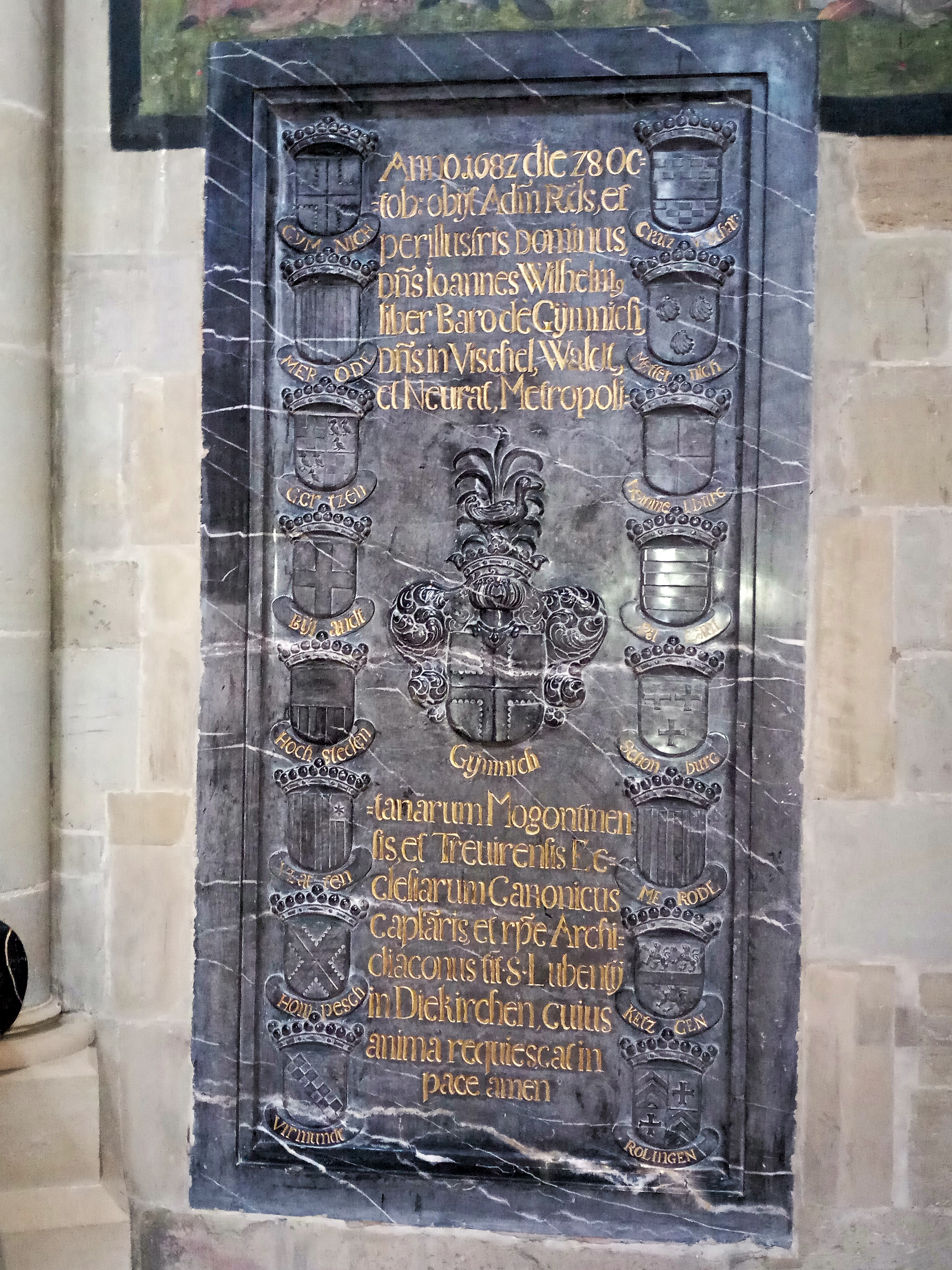
Wappenepitaph, Liebfrauenkirche Trier

Johann Wilhelm von Gymnich († 28. Oktober 1682) war ein deutscher Freiherr, Domkapitular in Mainz und Trier, sowie Archidiakon von St. Lubentius (Dietkirchen).

## Herkunft und Familie
Er wurde geboren als Sohn des Johann Otto von Gymnich, Herr zu Vischel, Neurath und Wald, Kurtrierer Rat und Amtmann zu Münstereifel sowie dessen Ehefrau Amalia Kratz von Scharfenstein. Letztere war die Tochter des wegen Hochverrats 1635 hingerichteten Offiziers Johann Philipp Cratz von Scharffenstein und die Nichte des Wormser Bischofs Hugo Eberhard Cratz von Scharfenstein.

## Leben
Johann Wilhelm von Gymnich amtierte von 1656 bis zu seinem Tod als Titularpfarrer von Altenahr, 1663 erhielt er die Weihe zum Subdiakon. Gymnich wurde Domherr bzw. Domkapitular in Mainz und Trier, letztere Präbende übernahm er bereits 1648. Außerdem unterstand ihm ab 1680, als Archidiakon in Dietkirchen, der rechtsrheinische Teil des Erzbistums Trier. 
Der Freiherr starb am 28. Oktober 1682 und wurde in der Trierer Liebfrauenkirche, neben dem Dom, beigesetzt, wo sich sein qualitatives Wappenepitaph erhalten hat.